# Фасоль
Фасо́ль (лат. Phaséolus) — типовой род растений семейства Бобовые (Fabaceae), объединяющий около 97 видов в более тёплых областях обоих полушарий. Разводятся из-за плодов и семян (бобов), а некоторые виды (например, Фасоль огненно-красная (Phaseolus coccineus), с красными цветками) также в качестве декоративного растения.
Из культивируемых видов первое место занимает фасоль обыкновенная (Phaseolus vulgaris) со многими разновидностями и сортами, из которых одни — вьющиеся, другие — кустовые. Родина этого вида — Латинская Америка.
Некоторые виды, называемые в просторечии «фасолью», относятся к другим родам бобовых, например к роду Вигна (Vigna). Популярное пищевое растение бобы обыкновенные, конские или русские (Vicia faba) принадлежат к роду Вика, или Горошек.

## Ботаническое описание

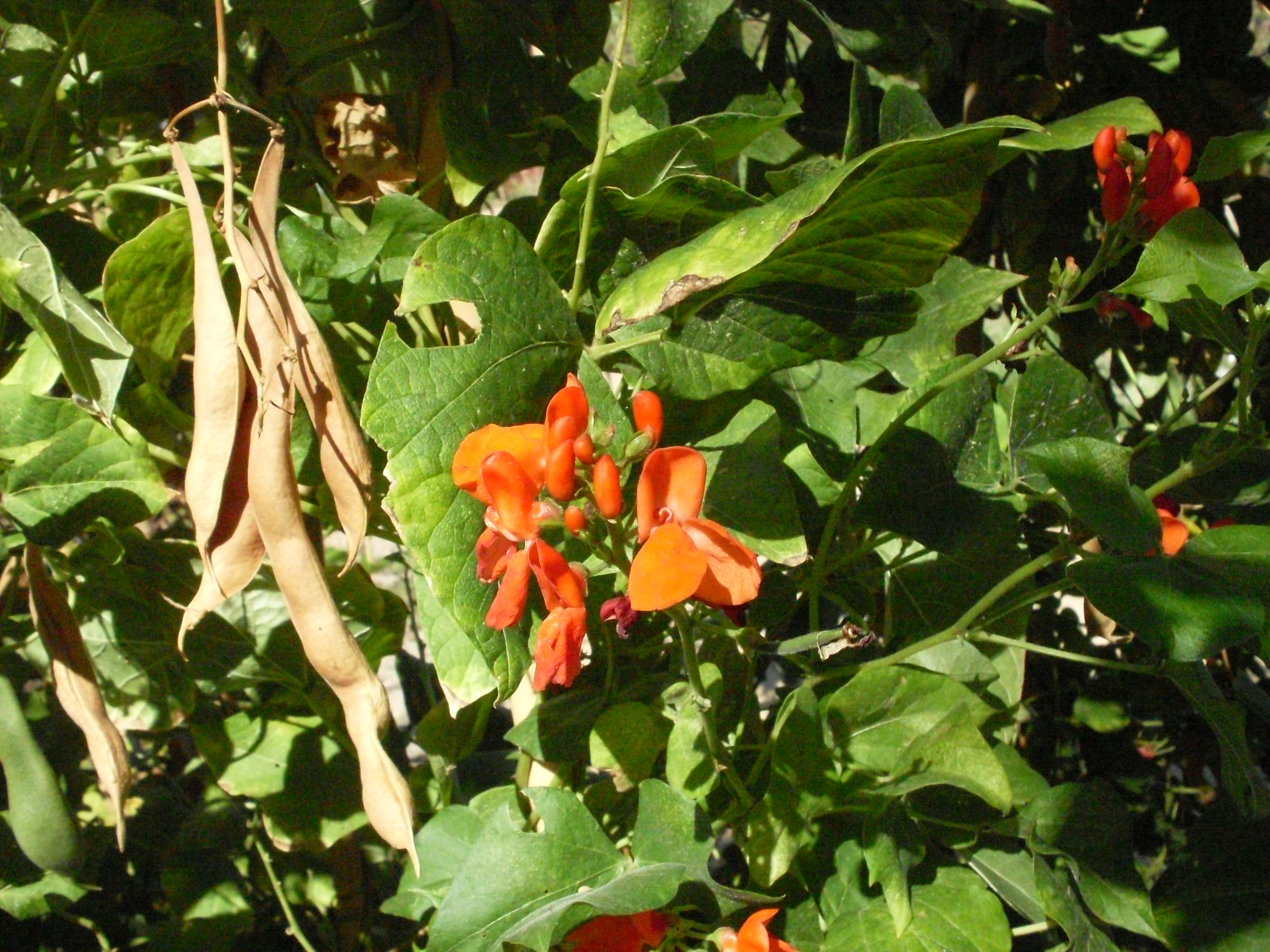
Общий вид растения, листья и соцветия фасоли огненно-красной (Phaseolus coccineus)

Травянистые растения, чаще однолетние, большею частью вьющиеся, с перистыми листьями. Корневая система стержневая.
Листочков 3, очень редко 1. И весь лист, и каждый листочек снабжён прилистниками.
Цветки в пазушных кистях. Цветоложе с чашевидным диском. Крылья мотылькового венчика более или менее сращены с лодочкой, длинная верхушка которой, а также тычинки и столбик спирально скручены.
Боб висячий, длиной 5-28 сантиметров, двустворчатый, между семенами с неполными перегородками из губчатой ткани. Семена богаты легумином и крахмалом.

## История
Археологи находили в Перу и Мексике семена фасоли, которые свидетельствуют о том, что её культивировали за 5 000 лет до нашей эры.
После экспедиции Христофора Колумба в XV веке фасоль начали разводить в Европе, Африке и Азии.

### Применение у ацтеков
В произведении «Общая история дел Новой Испании» (1547—1577) Бернардино де Саагун, опираясь на сведения ацтеков о свойствах растений, привёл различные сведения о фасоли, в частности, о том, каково её разнообразие:

Чёрная фасоль, крупная как ауас (?). <…> Каштановая фасоль. <…> Красная фасоль. <…> Фасоль белая. <…> Фасоль фиолетовая. <…> Фасоль алая. <…> Беловатая фасоль. <…> Фасоль, раскрашенная в цвета перепёлки. <…> Фасоль яшмовидная. <…> Фасоль мелкая. <…> Мышиная фасоль — мелкая и чёрная.

## Пищевая ценность
| Семена фасоли                    | Семена фасоли            |
| Состав на 100 г продукта         | Состав на 100 г продукта |
| -------------------------------- | ------------------------ |
| Энергетическая ценность          | 333 ккал 1393 кДж        |
| Вода                             | 12 г                     |
| Белки                            | 24 г                     |
| Жиры                             | 1 г                      |
| Углеводы                         | 60 г                     |
| — сахара́                         | 2 г                      |
| Витамины                         |                          |
| Пантотеновая кислота (B5), мг    | 0,8                      |
| Фолацин (B9), мкг                | 394                      |
| Микроэлементы                    |                          |
| Кальций, мг                      | 143                      |
| Железо, мг                       | 8                        |
| Магний, мг                       | 140                      |
| Цинк, мг                         | г                        |
| Прочее                           |                          |
| Источник: USDA Nutrient database |                          |

| Зелёные бобы (плоды), обычно называемые стручками фасоли | Зелёные бобы (плоды), обычно называемые стручками фасоли |
| Состав на 100 г продукта                                 | Состав на 100 г продукта                                 |
| -------------------------------------------------------- | -------------------------------------------------------- |
| Энергетическая ценность                                  | 31 ккал 129 кДж                                          |
| Белки                                                    | 1,8 г                                                    |
| Жиры                                                     | 0,1 г                                                    |
| Углеводы                                                 | 7 г                                                      |
| — сахара́                                                 | 1,4 г                                                    |
| Витамины                                                 |                                                          |
| Ретинол (A), мкг                                         | 35                                                       |
| Аскорбиновая кислота (вит. С), мг                        | 16                                                       |
| Микроэлементы                                            |                                                          |
| Кальций, мг                                              | 37                                                       |
| Прочее                                                   |                                                          |
| Источник: USDA Nutrient database                         |                                                          |

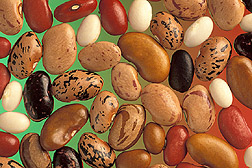
Семена фасоли разных сортов

Семена фасоли и незрелые (зелёные) бобы (плоды) зелёностручковой фасоли (в обиходе неправильно называемые стручками) используют в пищу. У сахарных и овощных сортов в пищу употребляют весь боб целиком, включая створки и семена. Большинство разновидностей ядовито в сыром виде.
Перед варкой фасоль рекомендуется замачивать в воде (8-10 часов). Это целесообразно делать по двум причинам:
- процесс замачивания размягчает бобы и возвращает им влагу, что уменьшает время варки;
- при замачивании в воде растворяются олигосахариды (сахара, которые не перевариваются в человеческом теле), вызывающие газообразование и осложняющие процесс пищеварения.

## Вредители
Главным вредителем семян фасоли является фасолевая зерновка.

## Классификация

### Таксономия
Phaseolus L., 1753, Sp. Pl.: 723
Род Фасоль относится к подсемейству Мотыльковые (Papilionoideae) семейства Бобовые (Fabaceae) порядка Бобовоцветные (Fabales). Таксономическая схема в соответствии с Системой APG IV по состоянию на декабрь 2023 года:
|  |                                      |  |                                   |                                   |                   |  | ещё 3 семейства | ещё 3 семейства   |                          |  |                                                             |  | еще 523 рода | еще 523 рода |  |
|  |                                      |  |                                   |                                   |                   |  | ещё 3 семейства | ещё 3 семейства   |                          |  |                                                             |  | еще 523 рода | еще 523 рода |  |
|  |                                      |  |                                   | порядок Бобовоцветные             |                   |  |                 |                   | подсемейство Мотыльковые |  |                                                             |  |              |              |  |
|  |                                      |  |                                   | порядок Бобовоцветные             |                   |  |                 |                   | подсемейство Мотыльковые |  | 109 подтвержденных видов и 23 вида, ожидающих подтверждения |  |              |              |  |
|  | отдел Цветковые, или Покрытосеменные |  |                                   |                                   | семейство Бобовые |  |                 |                   | род Фасоль               |  |                                                             |  |              |              |  |
|  | отдел Цветковые, или Покрытосеменные |  |                                   |                                   |                   |  |                 |                   |                          |  |                                                             |  |              |              |  |
|  |                                      |  | ещё 63 порядка цветковых растений | ещё 63 порядка цветковых растений |                   |  |                 | еще 5 подсемейств | еще 5 подсемейств        |  |                                                             |  |              |              |  |
|  |                                      |  |                                   | ещё 63 порядка цветковых растений |                   |  |                 |                   | еще 5 подсемейств        |  |                                                             |  |              |              |  |

## Виды
Некоторые виды:
- Phaseolus acutifolius — Фасоль остролистная, или Тепари
- Phaseolus amblyosepalus
- Phaseolus angustissimus
- Phaseolus anisotrichos
- Phaseolus augustii
- Phaseolus brevicalyx
- Phaseolus chacoensis
- Phaseolus cibellii
- Phaseolus coccineus — Фасоль огненно-красная, или Фасоль многоцветковая
- Phaseolus filiformis
- Phaseolus galactoides
- Phaseolus glabellus
- Phaseolus grayanus
- Phaseolus latidenticulatus
- Phaseolus leucanthus
- Phaseolus lunatus — Фасоль лунообразная, или Фасоль лимская
- Phaseolus massaiensis
- Phaseolus micranthus
- Phaseolus microcarpus
- Phaseolus nelsonii
- Phaseolus oaxacanus
- Phaseolus pachyrrhizoides
- Phaseolus parvulus
- Phaseolus pedicellatus
- Phaseolus plagiocylix
- Phaseolus pluriflorus
- Phaseolus polymorphus
- Phaseolus polystachios
- Phaseolus polytylus
- Phaseolus ritensis
- Phaseolus sonorensis
- Phaseolus tuerckheimii
- Phaseolus vulcanicus
- Phaseolus vulgaris L. typus[1] — Фасоль обыкновенная
- Phaseolus wrightii
- Phaseolus xanthotrichus